# Gschwindt Ernő
Gschwindt Ernő (Budapest, 1881. szeptember 27. – Budapest, 1932. augusztus 29.) a Ferencvárosi Torna Club (FTC) sportegyesület elnöke, nagytőkés, országgyűlési képviselő (1922–1931). A Forbes szerint a 19. század fordulóján Magyarország 7. leggazdagabb személye.

## Életpályája

### Pályájának kezdete
Gazdag, német származású, római katolikus nemesi családban született. A II. kerületi főgimnáziumban tanult. A budapesti tudományegyetemen bölcsészetet hallgatott; a heidelbergi egyetemen kémiai tanulmányokat folytatott és elvégezte a kereskedelmi akadémiát is. Gyakorlaton Hollandiában és Németországban volt.

### Üzleti karrierje
1907-től az 1868-ban alapított Gschwindt-féle szesz-, élesztő-, likőr- és rumgyár rt. vezérigazgatója volt. 1908-ban városrendezési okokból eredeti telephelyéről át kellett helyezni a gyárat:  a  szeszfőzde Budafokra és Nagykőrösre költözött. Az élesztő és a szeszital termelési létesítményeit áthelyezték Ferencvárosba. Az idők folyamán széleskörűen kibővítette a céget Magyarországon. Vezetése alatt gyár épült Szombathelyen, Komlódtótfalun, Fülesden, Fehérgyarmaton és Zalaegerszegen. 1914–1918 között a fronton szolgált;részt vett az uzsoki ütközetben és a tiroli harcokban is.

### Közéleti szerepvállalsa
A későbbi években a közéletben tevékenykedett, és jól ismert konzervatív politikus lett. 1922–1931 között egységes párti  országgyűlési képviselő volt.
A Magyar Gyáriparosok Országos Szövetségének (GYOSZ), a Vegyészeti Gyárosok Országos Egyesületének, az Országos Szeszértékesítő Rt.-nek és a Pesti Magyar Kereskedelmi Banknak igazgatósági tagja. Számvizsgálója és váltóbírója volt a Magyar Nemzeti Banknak. Tagja volt a budapesti Kereskedelmi és Iparkamarának.

### A labdarúgás védnöke
1923–1931 között az FTC elnöke volt. A klub nagy sikerereket ért el Magyarországon és külföldön is.

### Halála
1932. augusztus 29-én hunyt el Budapesten, 51 évesen. 1932. augusztus 31-én délután 4 órakor temették a Kerepesi temetőben található családi kriptába.

## Családja
Szülei: Gschwindt György (1854–1919) és Fauser Ernesztina (1858–1918) voltak. 1910. június 10-én házasságot kötött Budapesten. Felesége Thőry Edit volt. Mindketten római katolikusok voltak. Három gyermekük született: Edit, Edina és György. Gschwindt Edit (1911–1982) az FTC profi teniszjátékosa lett, akit Hadik János fia vett feleségül.

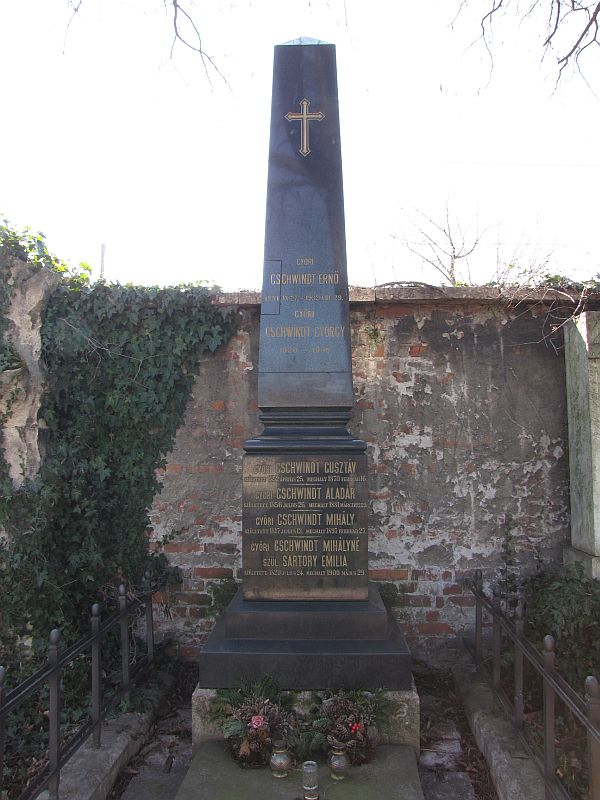
Gschwindt Ernő sírja Budapesten. Kerepesi temető: J. 290.

## Díjai, elismerései
- Károly-csapatkereszt